# Oupeye
Oupeye (in vallone Oûpêye) è un comune belga di 23 633 abitanti, situato nella provincia vallona di Liegi.

## Suddivisioni
Dal 1977, data di fusioni tra i comuni belgi, il nuovo comune di Oupeye raggruppa nel suo seno sette vecchi comuni:
- Haccourt
- Hermalle-sous-Argenteau
- Hermee
- Heure-le-Romain
- Houtain Saint-Simeon
- Oupeye
- Vivegnis

### Haccourt
Il Castello di Haccourt fu preso e bruciato nel 1491. La costruzione della chiesa è della fine del diciottesimo secolo salvo la torre (1870) che è un'imitazione di quella del Seminario di Sughero coi suoi contrafforti. Alcune mura intorno alla chiesa sono però resti molto antichi risalenti all'alto medioevo (VII-VIII sec). Questa muraglia è composta di materiali romani provenienti da una "villa" in rovina.

Attualmente, Haccourt deve la sua prosperità allo sfruttamento del gesso ed all'agricoltura.

### Hermalle-sous-Argenteau
La chiesa presenta una torre costruita in calcare nel 1624, sormontati da un'alta freccia ed una grande navata in mattoni del 1780. L'interno rinchiude una cripta molto interessante coi bassorilievi in alabastro, dei blasoni ed un'iscrizione funeraria. Le vecchie attività artigianali quali armeria, ferramenta, industria della lavorazione dei vimini sono tutte sparite. L'agricoltura regredisce da quando il piano regolatore ha destinato vasti spazi all'attività industriale.

### Hermee
Attraversato dal torrente Grand Aaz il villaggio fu saccheggiato e bruciato - senza nessuno motivo - all'inizio della prima guerra mondiale. Anche qui le vecchie attività artigianali sono del tutto sparite e Hermée sta diventando una città residenziale pure conservando le caratteristiche di paese rurale.

### Heure-le-Romain
Nome derivante dal latino "Ora romana" (frontiera romana). È attraversato dal ruscello Grand Aaz. La chiesa primitiva è del tredicesimo secolo successivamente furono edificate sui resti due altre chiese sull'area di una villa romana. Vi erano aziende artigianali ora scomparse così come i mulini per la farina. È prevalentemente rurale.

### Houtain Saint-Simeon

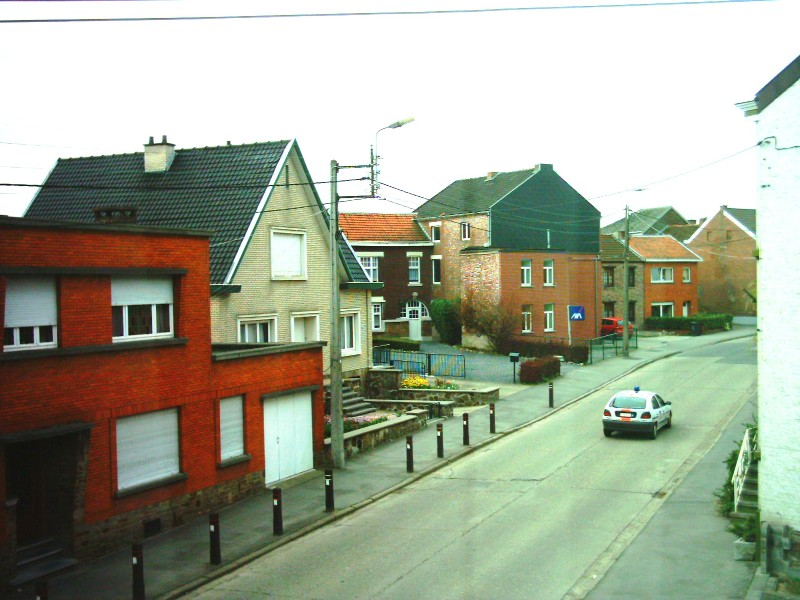
Veduta dell'ex comune di Houtain-saint-Simeon

Ai bordi della valle del Geer, Houtain Saint-Siméon era un centro importante per le fabbriche di cappelli: attualmente ne esiste ancora una. L'attività essenziale è l'agricoltura e l'allevamento. Vi è una certa presenza industriale.

### Oupeye
È attraversato dalla vecchia strada romana che collega Liegi e Maastricht passando per questa valle. Il castello propriamente del VII secolo fu ricostruito nel XVII secolo da parte di Curtius, celebre commerciante di armi (che fece costruire la casa Curtius). Il castello è predominato da un giro di mura quadrate coperto di edera. Riacquistato dall'amministrazione comunale di Oupeye, è diventato uno i più importanti centri culturali della Vallonia. Oupeye è il villaggio residenziale per eccellenza dei vari centri che compongono questo comune.

### Vivegnis
Deve il suo nome a vecchie vigne. Vi è esistito un monastero o un'abbazia di suore cistercensi, attualmente scomparsa. Vivegnis contava numerosi piccoli artigiani ed in particolare degli armaioli che esercitavano le loro attività a domicilio. Lo sviluppo delle attività di metalmeccanica della regione li ha forzati alla chiusura. In passato era anche molto ricca l'attività mineraria (e alta a causa di ciò l'immigrazione dall'Italia). Questo comune oggi ha soprattutto un carattere industriale.